# Southland Tales
Southland Tales es una película estadounidense de ciencia ficción, drama y humor negro escrita y dirigida por Richard Kelly y estrenada
en 2006. El título en español puede traducirse como Cuentos del sur, donde "el sur" se refiere a Sur de California y el área metropolitana de Los Ángeles, aunque el título para su lanzamiento en Hispanoamérica en DVD fue Las horas perdidas. Situada en una historia alterna ficticia, la película es un retrato de la ciudad de Los Ángeles, y una crítica a las complejas incidencias de la industria militar. Posee un reparto coral integrado por, entre otros, Dwayne Johnson, Seann William Scott, Sarah Michelle Gellar y Justin Timberlake y la banda sonora estuvo a cargo de artistas como Moby, Pixies y Jane's Addiction.
La película fue estrenada el 21 de mayo de 2006 en el Festival Internacional de Cine de Cannes, donde recibió duras críticas. Sin embargo, la película igualmente goza de seguidores, y la crítica general ha sido muy variada.

## Argumento
La historia se centra en la falta de energía eléctrica y de carburantes que ha provocado un ataque nuclear contra Estados Unidos. Ante esto una empresa alemana descubre cómo aprovechar la energía generada por los océanos y comienza a comercializarla bajo el nombre de "Karma Fluido", aunque el uso de la gigantesca máquina generadora de energía altera la rotación de la Tierra y produce resultados catastróficos. Luego de este acontecimiento, un amnésico actor de cine de acción, una ex estrella pornográfica, dos hermanos mellizos y un grupo guerrilleros marxistas toman la decisión de luchar y enfrentar a la enorme conspiración del racismo, el fascismo político y la policía represora para lograr controlar el caos.

## Reparto

### Reparto principal
- Dwayne Johnson como Boxer Santaros / Jericho Cane.
- Seann William Scott como el Soldado / Roland Taverner.
- Sarah Michelle Gellar como Krysta Now, también conocida como Krysta Kapowski.
- Mandy Moore como Madeline Frost Santaros.
- Justin Timberlake como Piloto Abilene.[4]
- Nora Dunn como Cyndi Pinziki.
- John Larroquette como Vaughn Smallhouse.
- Miranda Richardson como Nana Mae Frost.
- Wallace Shawn como el Barón Westphalen.
- Kevin Smith como Simon Theory.[5]
- Bai Ling como Serpentine.

### Reparto secundario
- Holmes Osborne como el senador Bobby Frost.
- Wood Harris como Dion Element.
- Cheri Oteri como Zora Carmichaels.
- Jon Lovitz como Bart Bookman.
- Amy Poehler como Veronica "Dream" Mung.
- Lou Taylor Pucci como Martin Kefauver.
- Janeane Garofalo como la teniente general Teena MacArthur.
- Beth Grant como la doctora Inga von Westphalen.
- Luke Strotz como el capitán Coleslaw.
- Christopher Lambert como Walter Mung.
- Zelda Rubinstein como Katarina Kuntzler.
- Will Sasso como Fortunio Balducci.

## Banda sonora
La banda sonora de Southland Tales fue lanzada en tiendas y en línea el 6 de noviembre de 2007. Las canciones que no están disponibles en la banda sonora pero aparecen en la película son «Blackout», de Muse, «All These Things That I've Done», de The Killers, y «Tender», de Blur. Además, las pistas de Radiohead, Louis Armstrong, Beethoven, Kris Kristofferson y varias canciones de Moby's Hotel también están ausentes en el álbum. La razón de la exclusión de algunos de estos temas, como la canción de The Killers, fue el resultado de una disputa con la compañía discográfica.